# 东南茜草
东南茜草（学名：Rubia argyi）为茜草科茜草属下的一个种。